# Sparekassen Thy Arena Mors
Sparekassen Thy Arena Mors er en sportshal i Nykøbing Mors i Danmark, der hovedsageligt bliver brugt til håndbold. Hallen blev bygget i 2008, og den er hjemmebane for håndboldliga-klubben Mors-Thy Håndbold.
Oprindelig (2008-2010) hed hallen Morsø Sparekasse Arena. I 2010 fusionerede Morsø Sparekasse og Morsø Bank til Fjordbank Mors, og hallen skiftede derfor navn til Fjordbank Arena. Da Fjordbank Mors gik konkurs under finanskrisen i 2011, overtog Jyske Bank de sunde dele af banken og navnesponsoratet, og hallen kom derefter til at lyde navnet Jyske Bank Mors Arena. I 2017 overtog Sparekassen Thy navnesponsoratet, og derefter fik hallen 1. august 2017 sit fjerde og nuværende navn: Sparekassen Thy Arena Mors.
Foyeren i Sparekassen Thy Arena Mors er kunstnerisk udsmykket af billedkunstner Ingrid Kæseler og møbeldesigner Niels Hvass. Ingrid Kæseler har specielt til arenaen udformet 3 abstrakte malerier, der er placeret på væggene i foyeren. Niels Hvass har designet en lang disk af jern og rustfrit stål samt pauseklodser i dansk eg og sten fra naturen.